# Arthur Ganson
Pour les articles homonymes, voir Ganson (homonymie).
Arthur Ganson est un sculpteur américain spécialisé dans l'art cinétique. Il réalise des démonstrations d'art mécanique et des machines de Rube Goldberg avec des thèmes existentiels.

## Biographie
Ganson naît à Hartford, Connecticut (États-Unis) en 1955. Il reçoit une licence en beaux-arts de l'université du New Hampshire en 1978,.
Entre 1995 et 1999, Ganson est en résidence artistique au département d'ingénierie mécanique du Massachusetts Institute of Technology. Il a été invité à présenter son travail à la conférence TED et à la Long Now Foundation.

## Œuvres
Ganson décrit son travail comme un mélange de génie mécanique et de chorégraphie. Certaines de ses machines, éventuellement très complexes, n'ont qu'une fonction très simple comme s'enduire elle-même de lubrifiant (Machine with Oil) ou provoquant le rebond chaotique d'un fauteuil autour d'un chat-jouet (Margot's Other Cat). D'autres machines ne font rien du tout à part se mouvoir, comme une chaise qui s'assemble soudainement à partir de bâtons et de planches de bois (Cory's Yellow Chair).
Les sculptures de Ganson ont été qualifiées de « gestuelles, humoristiques, évocatrices et introspectives » ou d'« ingénieuses, philosophiques, spirituelles ». Bien que certains critiques perçoivent une signifiation philosophique à ses œuvres, les machines de Ganson montrent également une face ludique. L'une de ses constructions est un ensemble d'engrenages attaché au bréchet d'un poulet, équipé de pointes miniatures et se déplaçant en long et en large le long d'une petite chaussée (Machine with Chicken Wishbone). Cet appareillage est apparu dans un épisode de la série animée Arthur.
Ganson est également l'inventeur de Toobers & Zots, un jeu de construction constitué de pièces de mousse souples abstraites.
Depuis 1998, Ganson est le maître de cérémonie de la compétition Friday After Thanksgiving parainée par le MIT Museum à Cambridge. Les équipes doivent y construire des machines, chaque appareil étant relié par une corde à son prédécesseur et à son successeur afin de produire une réaction en chaîne,.

## Expositions
Arthur Ganson a exposé ses œuvres au MIT Museum, au Carpenter Center for the Visual Arts de l'université Harvard, au musée DeCordova, à la galerie Ricco/Maresca de New York et à l'Exploratorium de San Francisco. Il a participé à Ars Electronica à Linz), à l'Addison Gallery of American Art et au Bruce Museum.
Ganson possède une installation permatente au National Inventors Hall of Fame d'Akron. L'une de ses sculptures cinétiques est située à l'entrée du Lemelson Center for the Study of Invention and Innovation au Musée national d'histoire américaine, à Washington.
Depuis 1995, une collection de ses œuvres est en exposition permanente au MIT Museum,,.